# Играм
Играм (слч. Igram) насељено је мјесто са административним статусом сеоске општине (слч. obec) у округу Сењец, у Братиславском крају, Словачка Република.

## Становништво
| Година:    | 1994. | 2004.    | 2014.   | 2024.   |
| ---------- | ----- | -------- | ------- | ------- |
| Број људи: | 610   | 539      | 557     | 569     |
| Разлика:   |       | -11,63 % | +3,33 % | +2,15 % |

| Година:    | 2023. | 2024.   |
| ---------- | ----- | ------- |
| Број људи: | 566   | 569     |
| Разлика:   |       | +0,53 % |

Према подацима о броју становника из 2011. године насеље је имало 555 становника.